# Селевкино
Селевкино — деревня в Дмитровском районе Московской области, в составе Сельского поселения Костинское. Население — 49 чел. (2010).

## Расположение
Деревня расположена в юго-восточной части района, примерно в 16 км на юго-восток от Дмитрова, у южной стороны автодороги А107 (Московское малое кольцо), у истоков безымянного ручья, впадающего в Икшинское водохранилище, высота центра над уровнем моря 211 м. Ближайшие населённые пункты — Лотосово на другой стороне шоссе, Мелихово на северо-востоке, Сазонки на севере и Морозово на юге.

## История
Исторически село Селёвкино относилось к Ильинской (после революции Деденевской) волости Дмитровского уезда Московской губернии, в двух верстах к востоку от патриаршей вотчины с. Игнатово. Упоминания о селе и храме в нём мы находим в ранних письменных источниках с начала XVII века.
По писцовым книгам село в 1620 году было вотчиной князя Владимира Тимофеевича Долгорукого.
В 1639 году село продано князем В. Т. Долгоруким богатейшему купцу того времени Надею Светишникову. После его смерти в 1647 году оно куплено у его сына Семёна Константином и Иваном Ивановичами Мамалаховыми. В 1663 году половина села Константина досталась его сыну Григорию с матерью и вдовой Марией.
25 марта 1667 года «отказано стольнику Петру Петрову сыну Зиновьеву по писцовым книгам из порожних земель в Дмитровском уезде в Вышегородском стану Неждановскаго помесья Шатилова пустошь Селевкина Брекова на врашке, на ней место дворовое, пашин лесом поросло, лесу пашеннаго во всех трех полях 18 десятин».
В 1678 году в селе было 2 двора вотчинников, 2 двора задворных и 2 двора крестьян. В 1684 году второй половиной села владели после И. И. Мамалохова его дети Максим и Самсон. С 1710 года половина села продана И. П. Строеву, родственнику по жене князям Барятинским.
В 1731 году недвижимое имение М. И. Мамалахова досталось его дочери Аграфене, бывшей замужем за Кириллом Жабиным, а после Самсона Мамалахова владели в 1734 году его жена вдова Елена Федоровна с детьми Андреем, Петром и Михаилом.
В 1755 году Михаил Самсонович Мамалахов, после него в 1759 году перешло его жене Ирине Петровне и к сестре Варваре Самсоновне, жене Василия Никитича Ошанина. В 1778 году Федор Васильевич Ошанин продал имение в селе Селёвкино, доставшееся ему от его матери Варвары Самсоновны, вдове Павла Афанасьевича Юшкова Анне Ивановне, урождённой княжне Барятинской. Затем селом владел в 1785 году её сын Афанасий Павлович Юшков, надворный советник, по разделу с его братом Николаем.
Затем село находится во владении Е. К. Тихменевой и с 1808 года за помещицей П. М. Ртищевой, урождённой Лермонтовой, двоюродной сестрой прадеда великого поэта. Приходских дворов 55, в них м.п. — 210 душ, жен. — 237.
В 1831 году село Селёвкино с соседними деревнями Лотосова, Мелихова и Карпова (сейчас — Новое Гришино) принадлежало потомкам Павлы Матвеевны Ртищевой — от её первого (с поручиком Александром Михайловичем Юрьевым — сыну Степану, внукам Андрею Николаевичу, Александру, Евграфу, Якову, Андрею и Ивану Петровичам Юрьевым) и второго (с премьер-майором Яковом Петровичем Ртищевым — коллежскому советнику Дмитрию Яковлевичу Ртищеву) браков [4] и носило название «Селёвкино-Юрьево». Также небольшая часть села принадлежала «майорской дочери девице» Марии Александровне Титовой. При этом «крепостные дворовые люди», то есть не крестьяне, а население дворянских усадеб, в Селевкине числились только у двух помещиков — С. А. Юрьева и М. А. Титовой; кроме того, в доме Д. Я. Ртищева (где не было указано его собственной дворни) проживали «временно» дворовые люди его сестры, княгини Натальи Яковлевны Волконской. В 1852 году село принадлежало подполковнику Андрею Николаевичу Юрьеву. По Огородникову в 1862 году — село Селёвкино казенное, при прудах, 19 дворов, 49 м. п., 50 ж. п., церковь православная — одна. Дела по выкупу земли временно-обязанными крестьянами (РГИА, ф. 577) по с. Селевкино записаны на помещиков С. Н. Карцева, А. С., М. А., Н. А. и В. А. Юрьевых.
До 1939 года Селёвкино было центром Селевкинского сельсовета. В 1994—2006 годах Селевкино входило в состав Гришинского сельского округа

## Население
| 2002 | 2006 | 2010 |
| ---- | ---- | ---- |
| 26   | ↘21  | ↗49  |

## Достопримечательности
В деревне находится памятник архитектуры — храм Рождества Пресвятой Богородицы.